# 髭のあと
『髭のあと』（Those Love Pangs）は、1914年のアメリカ映画。チャールズ・チャップリン監督によるサイレント・コメディ映画である。別邦題は「恋の痛手」。続く『チャップリンのパン屋』が長大になりすぎたために、独立して公開された作品と考えられている。

## あらすじ
チャーリーとその同居人の恋敵（コンクリン）が、女主人をめぐって争う。バーに気晴らしに行くが、通りかかった美女に一目惚れ。美女の彼氏や巡査も巻き込んで大騒動に発展する。

## キャスト
- チャールズ・チャップリン：居候
- チェスター・コンクリン：恋仇
- ヘレン・カルーサーズ：女主人
- セシル・アーノルド：ブロンドの娘
- ヴィヴィアン・エドワーズ：ブルネットの娘